# (704) Interamnia
(704) Interamnia est un gros astéroïde de la ceinture principale, dont le diamètre est estimé à 350 kilomètres. Sa distance moyenne au Soleil est de 3.067 UA. Il a été découvert le 2 octobre 1910 par l'astronome italien Vincenzo Cerulli, et nommé d'après le nom latin de la ville de Teramo en Italie, où Cerulli est né, a travaillé et fait construire son observatoire privé. Il s'agit probablement du cinquième astéroïde le plus massif après Cérès, Vesta, Pallas et Hygie, avec une masse estimée à 1,2% de la masse totale de la ceinture principale d'astéroïdes.
En 2018 on lui a découvert une activité cométaire.

## Caractéristiques

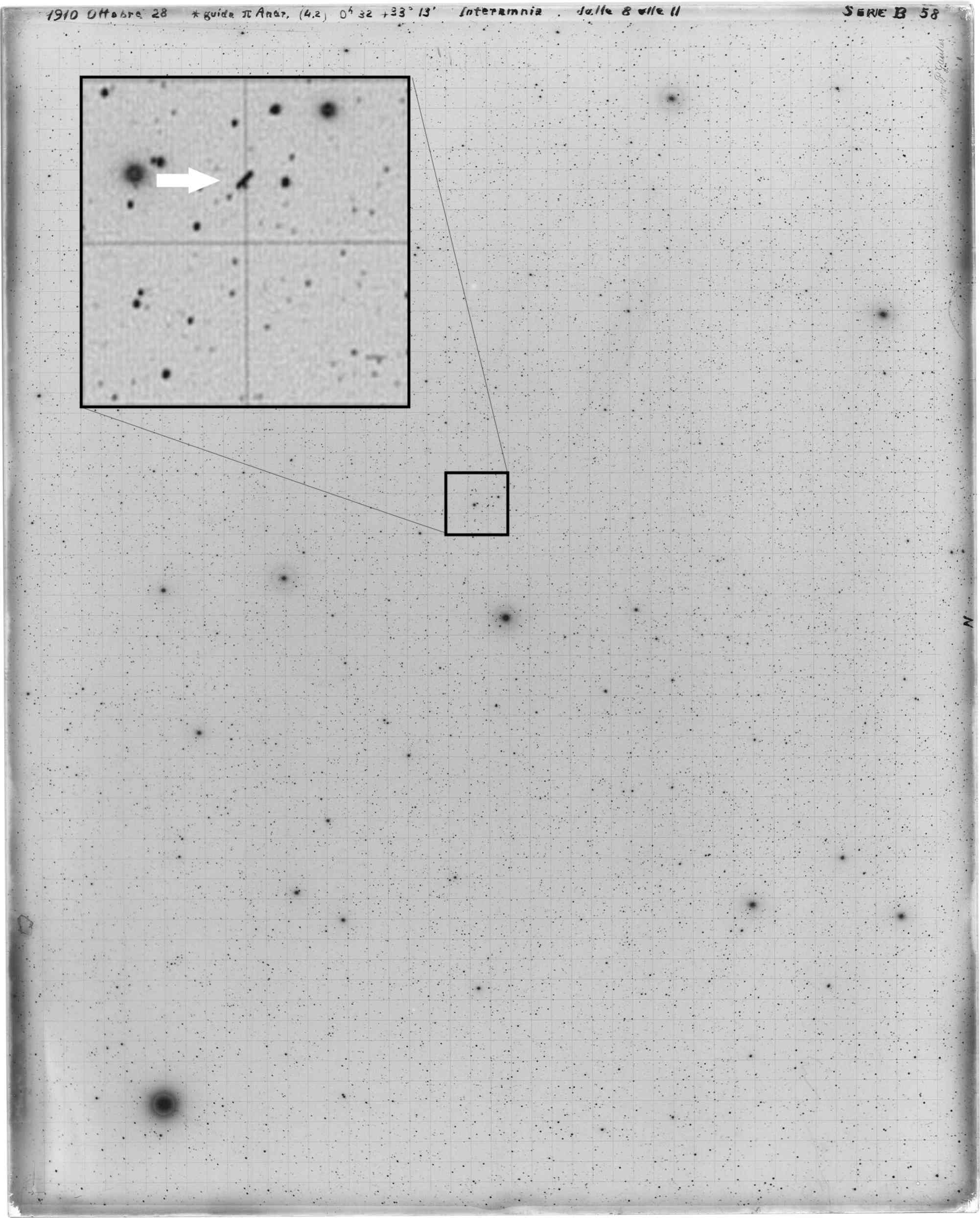
Une des premières plaques photographiques de l'astéroïde (704) Interamnia obtenue par l'astronome italien Vincenzo Cerulli depuis l'observatoire de Teramo (Italie). La photo a été prise en octobre 1910 ; la trajectoire de l'astéroïde est affichée dans la partie zoomée.

Bien qu'Interamnia soit un des plus gros astéroïdes, juste derrière les « quatre grands », il reste un corps céleste très peu étudié. Il est de loin le plus grand des astéroïdes de type F, mais on connait très peu de détails sur sa composition interne ou sur sa forme, aucune analyse de sa courbe de lumière n'a encore été faite afin de déterminer les coordonnées écliptiques de ses pôles (et donc finalement son inclinaison axiale). Sa densité apparente est apparemment élevée (mais reste soumise à beaucoup d'erreurs), cela suggère un corps entièrement solide, sans porosité interne ni traces d'eau. Cela suggère également qu'Interamnia est suffisamment volumineux pour avoir résisté à toutes les collisions qui se sont produites dans la ceinture d'astéroïdes depuis la formation du système solaire.
Sa surface, très sombre, couplée à sa relative grande distance au Soleil, interdit toute possibilité d'observation à l'œil nu, ni même avec des jumelles de résolution 10x50. Dans la plupart des oppositions, sa magnitude reste d'environ 11.0, ce qui est inférieur à la luminosité minimale de (4) Vesta, (1) Cérès ou (2) Pallas. Même lors d'une opposition à son périhélie, sa magnitude apparente ne descend qu'à +9,9, ce qui représente quatre fois la magnitude apparente inférieure de (4) Vesta.
Son orbite est légèrement plus excentrique que celle d'Hygie (15% contre 12%), mais diffère d'Hygie par sa plus grande inclinaison et sa période légèrement plus courte. Une autre différence est que le périhélie d'Interamnia est situé à l'opposé du périhélie des « quatre grands », de sorte que le périhélie d'Interamnia est en fait plus proche du Soleil que celui de (1) Cérès et de (2) Pallas à la même longitude. Il est peu probable qu'Interamnia puisse entrer en collision avec (2) Pallas parce que leurs nœuds ascendant sont trop distants.

## Taille
Les mesures d'IRAS en 1983 ont estimé un diamètre de l'astéroïde à environ 317 ± 5 km. Une occultation en 1996 a permis d'affiner son diamètre à 329 km. Les observations lors d'occultations favorables par un astre brillant de magnitude 6.6 le 23 mars 2003, ont produit trente-cinq cordes indiquant une ellipsoïde de 350 × 304 km, et donnant ainsi à l'astéroïde une moyenne géométrique pour son diamètre de 326 km.

## Masse
En 2001, Michalak a estimé la masse d'Interamnia à 6,9 × 1019 kg. L'estimation de Michalak dépend des masses de (19) Fortune, (29) Amphitrite et de (16) Psyché ; donc cette masse a été obtenue en supposant un modèle dynamique incomplet.
En 2007, Baer et Chesley ont estimé la masse d'Interamnia à (7,12 ± 0,84)  × 1019. En 2010, Baer a suggéré qu'Interamnia possédait une masse de seulement (3,90 ± 0,18)  × 1019 kg. Cela la rend plus massive que (511) Davida, bien que les barres d'erreur se chevauchent.
Les nouvelles analyses astrométriques de Goffin en 2014 lui donnent une masse encore plus faible, 2,725 ± 0,12  × 1019 kg (et de 3,00 ± 0,1  × 1019 kg pour (511) Davida).